# Сборная Великобритании по теннису в Кубке Билли Джин Кинг
Сборная Великобритании по теннису в Кубке Билли Джин Кинг — женская национальная сборная команда, представляющая Великобританию в Кубке Билли Джин Кинг (ранее Кубок Федерации) — главном регулярном женском теннисном турнире на уровне национальных сборных. Четырёхкратная финалистка турнира (1967, 1970, 1972, 1981).

## История
Женская сборная Великобритании по теннису существовала задолго до появления Кубка Федерации, участвуя в ежегодном матче против сборной США на Кубок Уайтмен. С появлением новых сильных команд Кубок Уайтмен, однако, уже не отражал положения дел в мировом женском теннисе, и тогда был основан Кубок Федерации, в котором команда Великобритании стала одной из первых участниц.
В первое десятилетие существования нового турнира британки оставались в нём одной из ведущих команд. Хотя им не удавалось завладеть главным трофеем, они трижды доходили за это время до финала, проиграв трём другим командам англоязычных стран — сборным США (в 1967 году), Австралии (1970) и ЮАР (1972). При этом в те же самые годы британкам удавалось и обыгрывать эти команды — Австралию в 1967 и 1972 годах, США в 1970 и ЮАР в 1965 и 1974 годах. Лидерами сборной в это время были Вирджиния Уэйд, участвовавшая во всех трёх финалах, и Энн Хейдон, игравшая в первых двух.
Ещё раз сборная Великобритании добралась до финала Кубка Федерации в 1981 году, когда в её рядах играли всё та же Вирджиния Уэйд и Сью Баркер. На пути в финал британки победили команды Бельгии, Франции, СССР и Австралии, но в финале проиграли американкам.

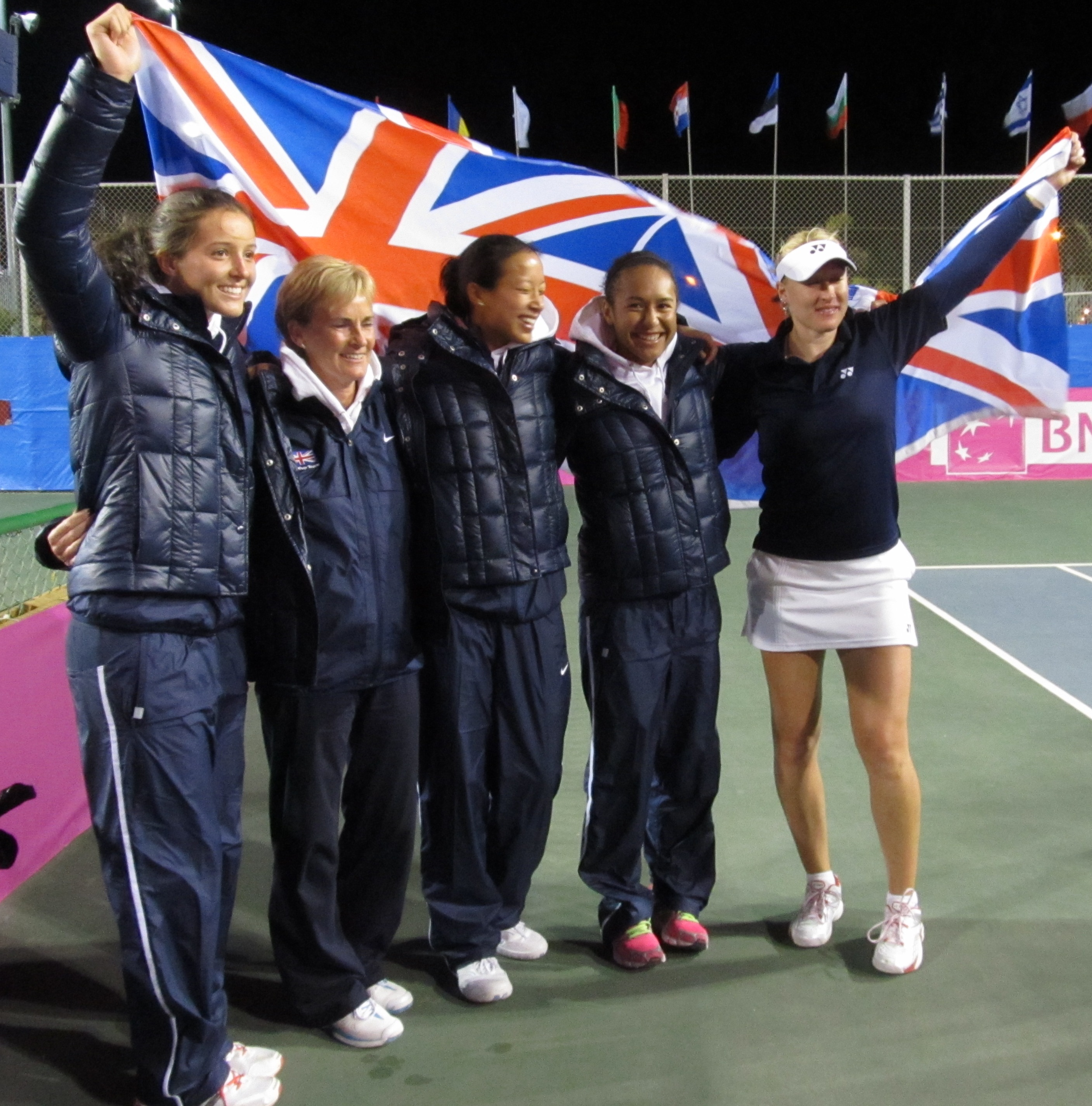
Сборная Великобритании празднует выход в плей-офф II Мировой группы, 2012 год

Британская команда оставалась регулярным участником Мировой группы до начала 90-х годов. В последний раз она играла в высшем дивизионе Кубка Федерации в 1993 году, уступив в первом круге испанкам, а затем в плей-офф полькам. В дальнейшем британки выступали в основном в I Европейско-африканской группе, порой (в 1996, 2001 и 2003 годах) опускаясь ещё на ступеньку ниже. В 2012 году команда Великобритании впервые почти за 20 лет дошла до плей-офф II Мировой группы, но уступила команде Швеции. Ещё три поражения в плей-офф последовали в 2013, 2017 и 2018 годах. Возвратиться во II Мировую группу британкам наконец удалось в 2019 году после победы над сборной Казахстана.

### Участие в финалах Кубка Федерации (4)
Поражения (4)
| Год  | Место проведения  | Состав                            | Соперник  | Счёт |
| ---- | ----------------- | --------------------------------- | --------- | ---- |
| 1967 | Западный Берлин   | В. Уэйд, Э. Хейдон                | США       | 0:2  |
| 1970 | Перт, Австралия   | В. Вулдридж, В. Уэйд, Э. Хейдон   | Австралия | 0:3  |
| 1972 | Йоханнесбург, ЮАР | В. Вулдридж, Дж. Уильямс, В. Уэйд | ЮАР       | 1:2  |
| 1981 | Токио, Япония     | С. Баркер, Д. Дьюри, В. Уэйд      | США       | 0:3  |

## Статистика и рекорды
- Самая длинная серия побед — 6 (3 раза: 1986—1987, началась в утешительном турнире Мировой группы 1986 года и закончилась поражением в четвертьфинале 1987 года от сборной США; 1997—1998, началась во II Европейско-африканской группе 1997 года и закончилась поражением от команды Португалии в I Европейско-африканской группе 1998 года; 2011—2012, началась победами на круговом этапе I Европейско-африканской группы 2011 года, не выводившими в следующий круг, и закончилась поражением от команды Швеции в плей-офф II Мировой группы)
- Самая крупная победа — 3-0 по играм, 6-0 по сетам, 36-2 по геймам ( Великобритания —  Литва, 1997 год)
- Самый длинный матч — 8 часов 32 минуты ( Швеция —  Великобритания 4-1, 2012 год)
  - Наибольшее количество геймов в матче — 117 ( Великобритания —  Казахстан 3-1, 2019 год)
- Самая длинная игра — 2 часа 45 минут (2 раза:  Ольга Барабанщикова/Татьяна Пучек —  Лорна Вудрофф/Джули Пуллин 2-6, 6-4, 8-6, 2001 год;  Цветана Пиронкова —  Энн Кеотавонг 7-5, 4-6, 3-6, 2007 год)
  - Наибольшее количество геймов в игре — 51 ( Маргарет Корт/Керри Рид —  Винни Вулдридж/Вирджиния Уэйд 9-7, 3-6, 14-12, 1968 год)
- Наибольшее количество геймов в сете — 26 ( Маргарет Корт/Керри Рид —  Винни Вулдридж/Вирджиния Уэйд 9-7, 3-6, 14-12, 1968 год)

Все рекорды команды, за исключением одного возрастного, принадлежат её многолетнему лидеру Вирджинии Уэйд:
- Наибольшее количество сезонов в сборной (17)
- Наибольшее количество матчей (57)
- Наибольшее количество игр (66-33)
- Наибольшее количество побед в целом (66), в одиночном разряде (36) и в парном разряде (30)

Лучшая пара сборной — Сью Баркер и Вирджиния Уэйд (13 побед при двух поражениях). Уэйд принадлежит и звание самой возрастной участницы сборной — 38 лет и 7 дней (17 июля 1983 года). Самой молодой участницей сборной является Кейти Суон — 15 лет и 317 дней (4 февраля 2016 года).

## Состав в сезоне 2023 года
- Алисия Барнетт
- Джоди Бёррэдж
- Кэти Боултер
- Хэрриет Дарт
- Оливия Николлс
- Хезер Уотсон

Капитан — Энн Кеотавонг

## Недавние матчи

### Плей-офф, 2023 год
| Великобритания 3 | Коппер-Бокс, Лондон, Великобритания 11—12 ноября 2023 Хард(i) | Коппер-Бокс, Лондон, Великобритания 11—12 ноября 2023 Хард(i)  | Швеция 1 |      |   |            |
| \| \| \| \| 1 \| 2 \| 3 \| \| \| - \| \| -------------------------------------------------------------- \| --- \| ---- \| - \| ---------- \| \| 1 \| \| Джоди Бёррэдж Кайса Риналдо-Перссон \| 4 6 \| 1 6 \| \| \| \| 2 \| \| Кэти Боултер Кайса Хеннеманн \| 6 2 \| 6 1 \| \| \| \| 3 \| \| Кэти Боултер Кайса Риналдо-Перссон \| 6 1 \| 7 65 \| \| \| \| 4 \| \| Хэрриет Дарт Кайса Хеннеманн \| 7 5 \| 6 2 \| \| \| \| 5 \| \| Хэрриет Дарт / Хезер Уотсон Белла Бергквист-Ларссон / Лиса Сор \| \| \| \| not played \| |                                                               |                                                                |          |      |   |            |
| |                                                               |                                                                | 1        | 2    | 3 |            |
| 1 | Флаг Великобритании · Флаг Швеции                             | Джоди Бёррэдж Кайса Риналдо-Перссон                            | 4 6      | 1 6  |   |            |
| 2 | Флаг Великобритании · Флаг Швеции                             | Кэти Боултер Кайса Хеннеманн                                   | 6 2      | 6 1  |   |            |
| 3 | Флаг Великобритании · Флаг Швеции                             | Кэти Боултер Кайса Риналдо-Перссон                             | 6 1      | 7 65 |   |            |
| 4 | Флаг Великобритании · Флаг Швеции                             | Хэрриет Дарт Кайса Хеннеманн                                   | 7 5      | 6 2  |   |            |
| 5 | Флаг Великобритании · Флаг Швеции                             | Хэрриет Дарт / Хезер Уотсон Белла Бергквист-Ларссон / Лиса Сор |          |      |   | not played |

### Квалификация Мировой группы, 2023 год
| Великобритания 1 | Ковентри Билдинг Сосайети Арена, Ковентри, Великобритания 14—15 апреля 2023 Хард(i) | Ковентри Билдинг Сосайети Арена, Ковентри, Великобритания 14—15 апреля 2023 Хард(i) | Франция 2 |         |          |            |
| \| \| \| \| 1 \| 2 \| 3 \| \| \| - \| \| -------------------------------------------------------------- \| ---- \| ------- \| -------- \| ---------- \| \| 1 \| \| Кэти Боултер Каролин Гарсия \| 7 62 \| 64 7 \| 62 7 \| \| \| 2 \| \| Хэрриет Дарт Ализе Корне \| 6 78 \| 63 7 \| \| \| \| 3 \| \| Хэрриет Дарт Каролин Гарсия \| 1 6 \| 712 610 \| 1 6 \| \| \| 4 \| \| Кэти Боултер Ализе Корне \| \| \| \| not played \| \| 5 \| \| Алисия Барнетт / Оливия Николлс Анна Данилина / Елена Рыбакина \| 7 5 \| 3 6 \| [11] [9] \| \| |                                                                                     |                                                                                     |           |         |          |            |
| |                                                                                     |                                                                                     | 1         | 2       | 3        |            |
| 1 | Флаг Великобритании · Флаг Франции                                                  | Кэти Боултер Каролин Гарсия                                                         | 7 62      | 64 7    | 62 7     |            |
| 2 | Флаг Великобритании · Флаг Франции                                                  | Хэрриет Дарт Ализе Корне                                                            | 6 78      | 63 7    |          |            |
| 3 | Флаг Великобритании · Флаг Франции                                                  | Хэрриет Дарт Каролин Гарсия                                                         | 1 6       | 712 610 | 1 6      |            |
| 4 | Флаг Великобритании · Флаг Франции                                                  | Кэти Боултер Ализе Корне                                                            |           |         |          | not played |
| 5 | Флаг Великобритании · Флаг Франции                                                  | Алисия Барнетт / Оливия Николлс Анна Данилина / Елена Рыбакина                      | 7 5       | 3 6     | [11] [9] |            |